# Pianale FGA Small

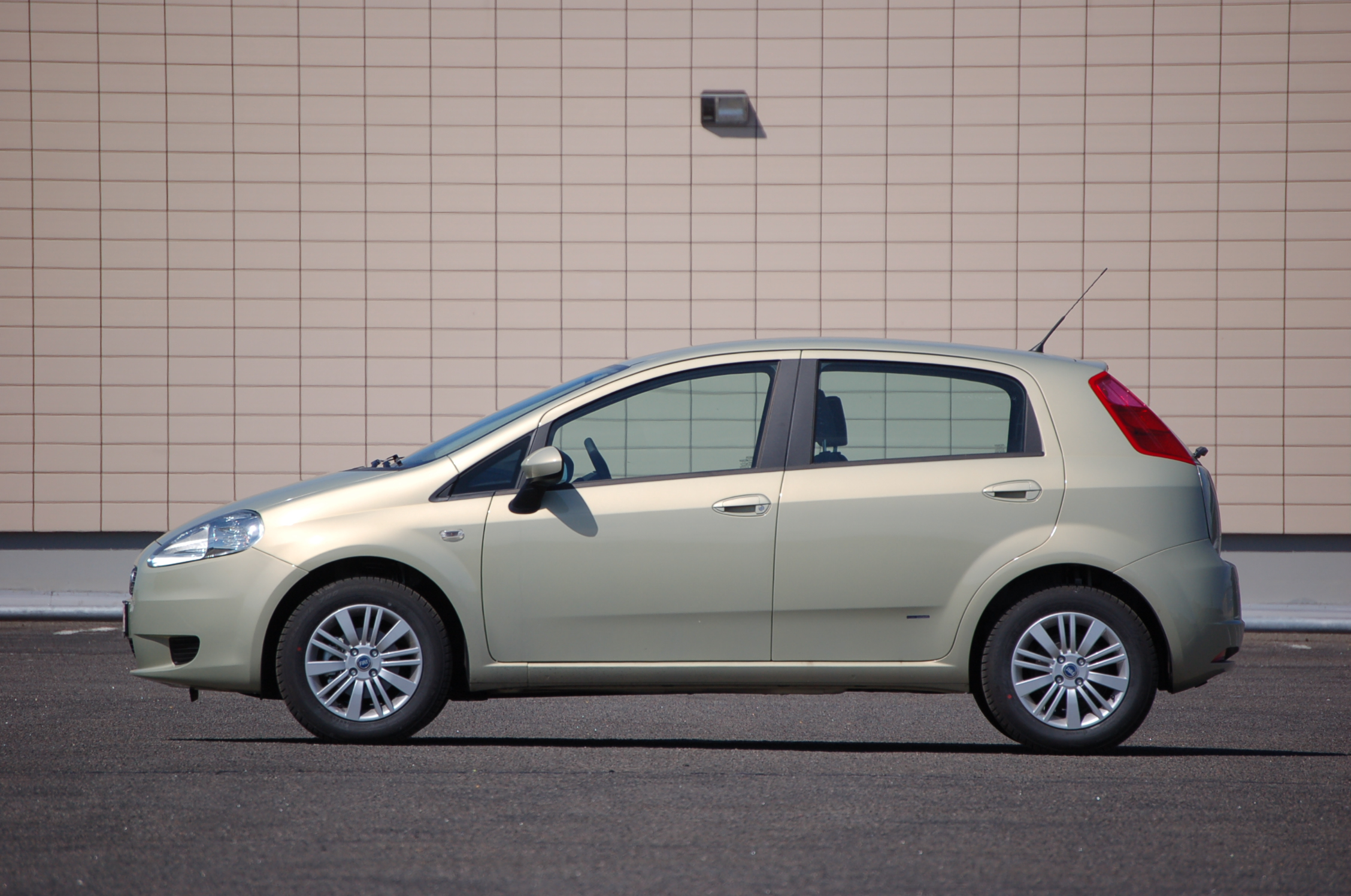
La Fiat Grande Punto del 2005, modello di debutto del pianale Small

Il pianale Small è una piattaforma sviluppata dall'azienda italiana Fiat Group Automobiles insieme alla statunitense General Motors, è di tipo modulare ed è destinato a vetture medio-piccole e utilitarie. La sua prima versione debutta nel 2005 con il modello Fiat Grande Punto (progetto 199). Nel 2009 da questa piattaforma viene ricavata una versione economica per i mercati emergenti (progetto 310); mentre nel 2012 riceve un pesante aggiornamento; la seconda generazione di questo pianale debutta con il modello Fiat 500L (progetto 330).

## Progettazione e sviluppo
Progettato a Torino in Italia presso i centri di ricerca e sviluppo Fiat di Torino, al suo finanziamento ha partecipato anche il gruppo automobilistico statunitense General Motors, essendo in quel periodo partner di Fiat Group. Allo sviluppo vi é Ulrich Schmalohr, ingegnere capo della Opel e Giorgio Cornacchia, capo dello sviluppo progetti di Fiat Auto. Se la prima generazione ha avuto una destinazione d'utilizzo pressoché europeo (i modelli basati su questo pianale sono destinati principalmente al mercato EMEA), la seconda generazione, introdotta durante l'era Fiat-Chrysler, è destinata a un mercato globale ed è stata concepita anche per adattarsi agli standard statunitensi (mercato NAFTA). La piattaforma è tuttavia modulare e quindi molto versatile, il gruppo automobilistico italiano ha quindi destinato la piattaforma anche a progetti destinati ai mercati asiatici e sudamericani sin dalla sua prima versione.
Si tratta, infatti, della seconda piattaforma modulare (in ordine cronologico preceduta dalla "Mini" e seguita dalla "Compact") delle 5 piattaforme moderne (se si tiene conto della "Economy" e della "LCV") sviluppate da Fiat Group Automobiles.

## Contesto ed evoluzione del progetto
Lo sviluppo, la progettazione e l'ingegnerizzazione, nonché le linee produttive, sono completamente inedite e non hanno alcun legame col pianale utilizzato per la precedente serie della Punto; questa realizzazione ex novo è stata ritenuta necessaria dai tecnici Fiat in vista di un futuro produttivo diverso rispetto a quello degli anni novanta e duemila. Questo nuovo concetto progettuale, già sperimentato all'inizio e alla fine degli anni ottanta, si è consolidato nel 2003 col pianale Mini della seconda generazione della Panda. Oggi i pianali di tipo modulare vengono adottati da quasi tutti i gruppi automobilistici.

### Prima generazione (SCCS), anni di sviluppo: 2002-2005

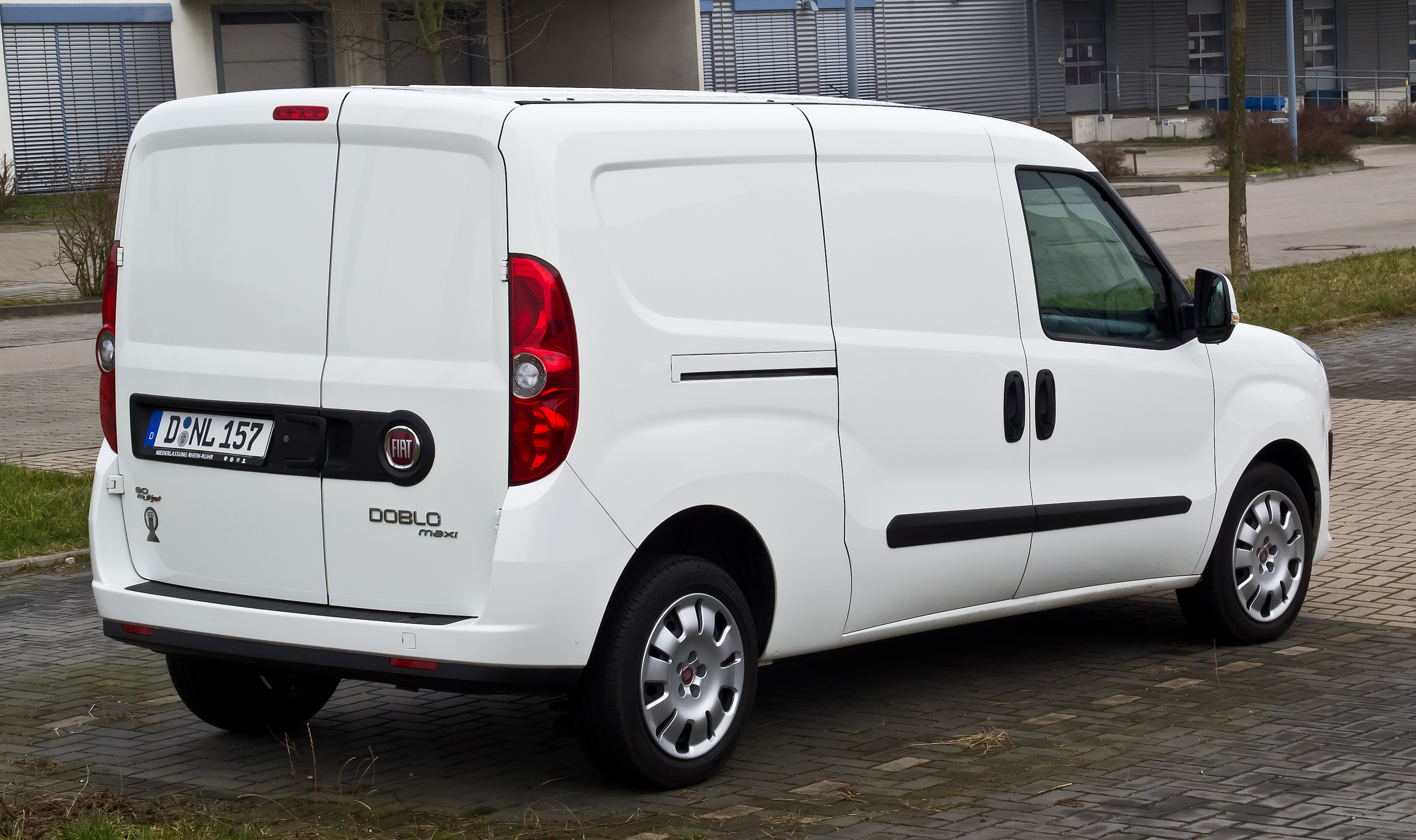
Fiat Doblò del 2009, modello in cui la prima generazione del pianale Small subisce sensibili modifiche.

Nel marzo del 2000 viene siglato un accordo fra Fiat Auto e General Motors che prevede, oltre allo scambio di azioni e la creazione di due joint venture, anche la pianificazione di alcuni obbiettivi al fine di aumentare la competitività globale e a ridurre i costi di progettazione, sviluppo e produzione dei nuovi modelli, nonché la realizzazione dei nuovi pianali. Nei pochi anni di collaborazione fra i due gruppi automobilistici sono stati sviluppati due pianali: la piattaforma "Premium" e la piattaforma "Small". Mentre nel caso della Premium lo sviluppo (almeno inizialmente) è avvenuto tramite una collaborazione fra i tecnici Alfa Romeo e i tecnici Saab (poi ingegnerizzata solo dagli italiani dopo che gli svedesi hanno abbandonato il progetto), il progetto "Small" è stato ingegnerizzato sia da Fiat che Opel. Si inizia a parlare quindi ben presto di un innovativo pianale modulare ad alta versatilità caratterizzato da componenti comuni fra tutti i veicoli da esso derivati, i quali si differenzieranno fra loro per componenti "flessibili" e componenti "intercambiabili" e possono raggiungere caratteristiche e dimensioni di sostanziale rilevanza fra essi. Il pianale viene denominato SCCS (Small Common Components Systems), il suo debutto avviene nel 2005 con il modello Fiat Grande Punto (codice progetto: ZFA 199). Nonostante la rottura di rapporti tra il gruppo Fiat e GM, nel 2006 la Opel, marchio del gruppo General Motors, utilizza il pianale Small per realizzare la nuova serie della Opel Corsa.
Le tappe salienti dello sviluppo di questo pianale dopo il suo debutto sono state:
- (2007) Il pianale viene modificato al fine di ricavare un terzo volume nella parte posteriore, le modifiche riguardano anche il sotto-scocca, la versione a tre volumi della Punto debutta col nome di Fiat Linea (progetto: ZFA 323) e viene principalmente concepita per i mercati emergenti. Il passo aumenta di circa 10mm e il corpo raggiunge i 4.560mm di lunghezza, la carcassa non riceve modifiche, salvo l'adattamento ai nuovi volumi della vettura.

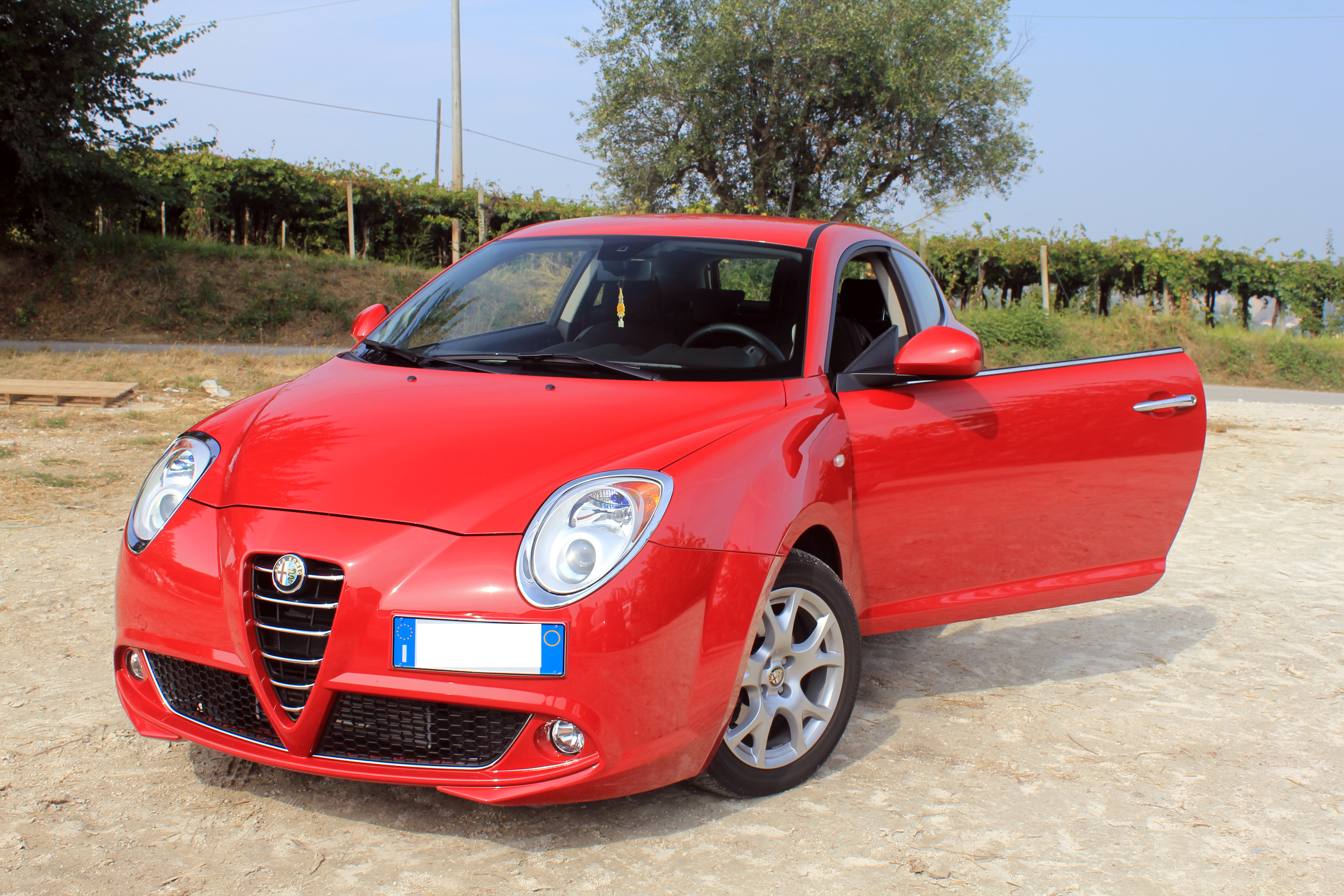
L'Alfa Romeo MiTo del 2008, modello in cui il pianale subisce una ri-progettazione dell'intelaiatura con nuovi materiali ad alta resistenza che riducono il peso del 9% e un nuovo sistema sospensivo.

- (2007) Sempre nello stesso anno, viene progettata una versione del pianale modificata, sempre per i mercati emergenti, specifico per il modello Punto destinato ai paesi extra europei (progetto: ZFA 310).
- (2008) Modifiche al reparto sospensivo e completa ri-progettazione dell'intelaiatura per il modello Alfa Romeo MiTo (progetto: ZAR 955) con l'introduzione di materiali ad alta resistenza e acciai HSS di nuova generazione. Il 16% della carcassa è stato dotato di materiali di questo tipo, non presenti nella Fiat Grande Punto e il peso viene ridotto del 9%. Il passo rimane invariato (2,51 m) mentre il corpo vettura aumenta di 3 cm.[4]
- (2009) Modifiche sostanziali al sotto-scocca allungato e allargato al fine di raggiungere dimensioni idonee a un veicolo commerciale leggero o un trasporto passeggeri fino a 7 posti: il Fiat Doblò (progetto: ZFA 263). In questo caso, il passo viene sensibilmente maggiorato a 2.755 mm (3.105 nella versione Maxi) e la larghezza aumenta a 1.830mm. Il corpo vettura raggiunge i 4.740 mm di lunghezza.
- (2012) Debutta la nuova generazione del pianale Small, debutta con la Fiat 500L (progetto: ZFA 330).
- (2013) Nel 2013, sempre la Opel, lancia nel mercato un altro modello basato sulla prima generazione del pianale Small: la Opel Adam. Per la realizzazione di questa vettura il passo è stato accorciato di 20 cm fino a 2,311 metri contro i 2,511 metri della Corsa D.

### Seconda generazione (small Wide), anni di sviluppo: 2010-2012
Circa otto anni dopo il suo concepimento, e cinque anni dopo il debutto della prima versione, il pianale Small entra in una fase di ri-progettazione per essere adattato ai nuovi risultati raggiunti con il "Compact" e agli standard richiesti per il mercato americano, in particolar modo dall'ente NHTSA. Il pianale viene corposamente aggiornato, sostituendo diverse parti del sotto-scocca le quali sono state completamente ri-progettate, altre parti invece mantengono la stessa geometria ma sono state realizzate in diverso materiale (e spessore). Le parti rimanenti rimangono invariate. La piattaforma viene quindi sottoposta a un esame dei materiali utilizzati e a una sostituzione degli stessi con acciaio ad alta resistenza e altri componenti in materiali più moderni. Inoltre il pianale viene concepito per l'installazione di nuovi componenti e nuovi propulsori; viene progettato per essere idoneo a una nuova disposizione dell'architettura e l'alloggiamento di nuove tipologie di sistemi sospensivi oltre a venire predisposto per la trazione integrale (che debutterà con la 500X) e per future modifiche strutturali. Sul modello di debutto, la Fiat 500L il pianale raggiunge i 415 centimetri di lunghezza e arriva ai 435 nella versione Living con un sostanziale aumento del passo. La nuova architettura "Cab Forward" della 500L ha richiesto la necessità di maggiore rigidità torsionale, anche in vista dei modelli futuri: i nuovi obbiettivi hanno richiesto una ri-progettazione del pianale; il quale era già stato modificato nelle dimensioni nel 2009 con la seconda generazione del Fiat Doblò (tuttavia la ri-progettazione è partita direttamente dal pianale Punto/MiTo, tralasciando il lavoro avvenuto per il Doblò che essendo un veicolo commerciale ha altre caratteristiche). 
La Fiat dichiara che la nuova generazione del pianale (accorciabile e allungabile a seconda delle esigenze) sarà utilizzato per tutti i modelli medio-piccoli dai 4,00 ai 4,40 metri di lunghezza, per tutti i marchi generalisti del gruppo Fiat-Chrysler, e sarà ulteriormente modificato per adottare la trazione integrale. Il costo della ri-progettazione è costato 150 milioni di euro.. Con l'esordio della 500L il pianale viene denominato commercialmente Small Wide o B-Wide, dicitura spesso accompagnata dall'acronimo LWB: Long Wheel Base, ovvero "passolungo".

In termini di sicurezza la nuova generazione del pianale Small è stato sottoposto a migliaia di ore di simulazioni virtuali e a 200 prove su componenti e sottosistemi, più di 100 simulazioni di impatto e oltre 100 crash test.. La 500L ha ottenuto 5 stelle EuroNCAP e un punteggio totale di 83 punti su 100.
L'evoluzione del pianale Small riprende fedelmente quella del Compact: base, allungato, suv. Le tappe salienti dello sviluppo di questo pianale dopo il suo debutto sono state:
- (2012) Debutto della seconda generazione del pianale Small con l'ingresso nel mercato della Fiat 500L (Progetto ZFA 330)
- (2014) Il pianale Small riceve un ulteriore pesante aggiornamento: il telaio viene allungato e alzato, la piattaforma viene predisposta per la trazione integrale e nuovi sistemi sospensivi, nuove meccaniche e motori. Viene ri-progettata la scocca interna e l'intelaiatura di base del chassis portante. Nascono Fiat 500X (progetto: ZFA 334) e Jeep Renegade (progetto: BU)
- (2015) Nasce il Progetto Ægea venduto con il nome Fiat Tipo, una famiglia di vetture nate per mercato EMEA. La piattaforma, derivata da quella della 500L, si presenta più spaziosa con un passo allungato di 3 centimetri rispetto al minivan di origine. Il progetto comprende una berlina tre volumi, dalla quale derivano una due volumi e la relativa versione station wagon. Sebbene questa famiglia abbia un'unica base di partenza: che debutta al salone dell'automobile di Istanbul con la versione "berlina 3 volumi" (lunga 450 cm, larga 178 e alta 148 cm con passo di 264 cm); prende l'eredità di diverse vetture presenti a marchio Fiat nel mercato EMEA. La versione berlina a tre volumi prende il posto della Fiat Linea, nei mercati come Turchia, Germania, Est Europa e Spagna, la versione due volumi e wagon prendono l'eredità della Fiat Bravo, nei mercati più legati a questo tipo di carrozzeria, come per esempio l'Italia.

#### Le modifiche nel dettaglio

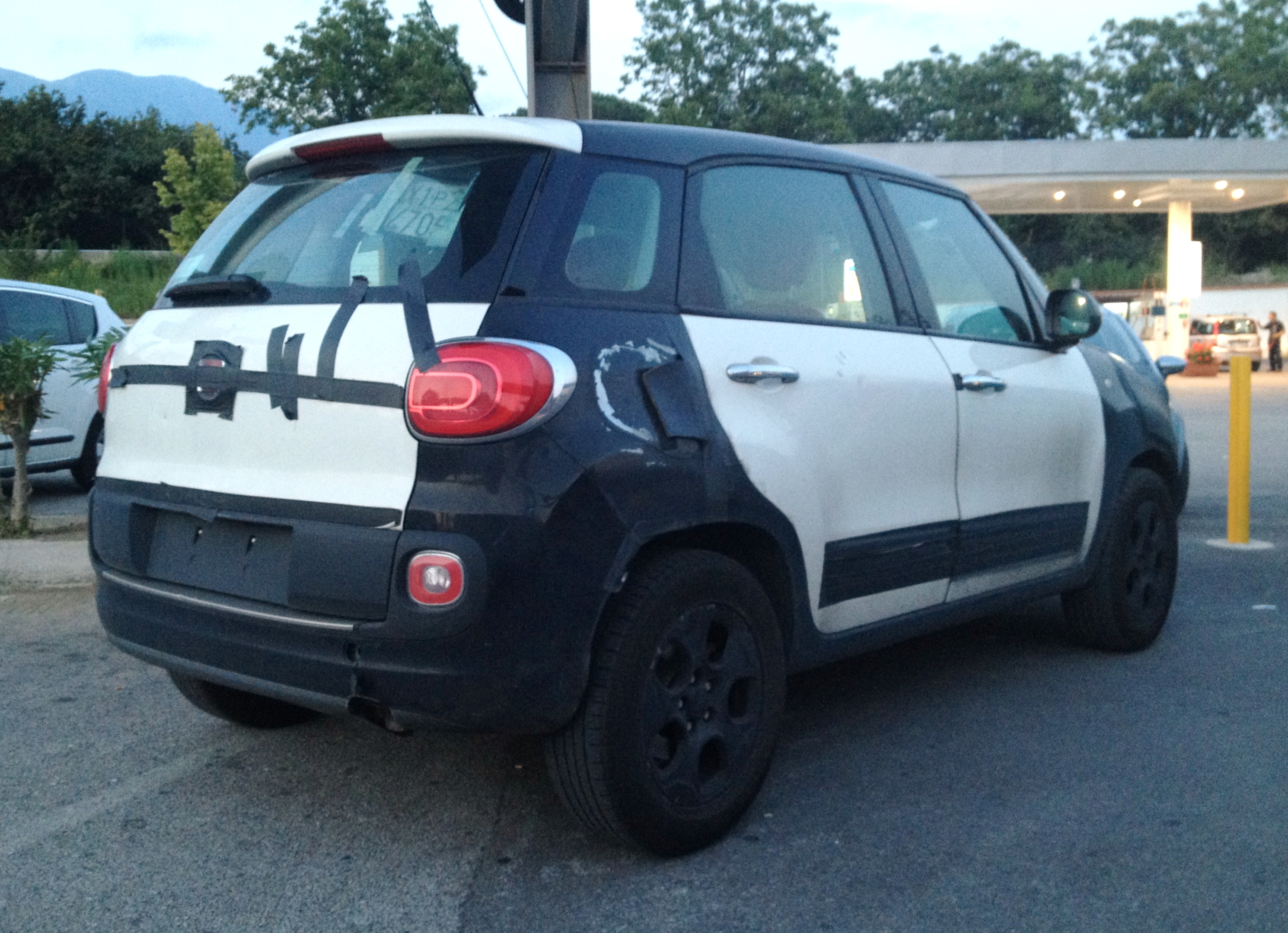
La piattaforma Small di seconda generazione durante i test di sviluppo della Fiat 500X e Jeep Renegade, sotto le camuffature e la carrozzeria provvisoria della 500L.

La seconda generazione permette, così come la prima, una facile modifica delle dimensioni, aumentando la carreggiata, passo e lunghezza, semplicemente aggiungendo o sostituendo dei moduli. A differenza della prima versione, la versatilità è migliorata e anche la semplicità di creare nuove basi per modelli specifici, inoltre la nuova generazione supporta la trazione integrale e motorizzazioni di dimensioni maggiori, fino a 2,4 litri e sospensioni altamente sofisticate. Il sotto-scocca è stato progettato mantenendo la parte della pedaliera e della prima zona di carico (struttura capace di assorbire il carico da urto in caso di sinistro stradale), ma a questa è stata aggiunta una terza linea di carico, sotto alla prima. La terza linea di carico è una delle caratteristiche principali di questo nuovo pianale, è in grado infatti, tramite una struttura formata da due puntoni principali collegati da diverse traverse di sezione diversa, di migliorare la distribuzione del carico generato dall'urto e dissolverlo al meglio riducendo le conseguenze all'abitacolo. Questa soluzione sarà presente in tutti i futuri modelli basati su questa nuova generazione del pianale. La terza linea di carico non migliora il solo urto frontale tradizionale (come per esempio la classica barriera fissa nei crash test), ma va proprio a compensare quelle lacune che avvengono in caso d'incidenti verso ostacoli irregolari, mobili e non centrali, come per esempio le altre automobili. Del sotto-scocca originale viene mantenuta anche la parte posteriore dove vi è l'alloggiamento della ruota di scorta, vengono quindi ri-progettate le bande laterali, il supporto di scarico del montante anteriore, parte della pedaliera centrale entro il passo e tutta la zona dei passaruota posteriori. La nuova architettura crea un dislivello nel posteriore per permettere l'alloggiamento di componentistica ingombrante nel sotto-scocca. La nuova architettura è globale e quindi concepita per ogni mercato ed è stata sviluppata seguendo i criteri di ogni singolo ente sulla sicurezza di ogni rispettiva regione: NHTSA, EuroNCAP, C-NCAP, JNCAP, ANCAP e LATIN-CAP.
Per migliorare la sicurezza passiva, oltre alla terza linea di carico viene utilizzato un nuovo materiale denominato Xenoy CL101 già impiegato nel Pianale Compact dell'Alfa Romeo Giulietta. Si tratta di una lega polimerica formata da policarbonato e polibutilentereftalato (PBT) appositamente ideato per assorbire gli urti. Il pianale è stato progettato per superare standard di sicurezza non ancora richiesti dal mercato europeo: come lo standard sdt.301 per l'urto posteriore e lo standard std.208 per l'urto frontale in particolari situazioni di marcia.

#### La scocca della 500L
Oltre a queste modifiche, e a importanti cambiamenti al reparto sospensivo, la piattaforma debutta con una vettura dalla scocca completamente nuova la quale presenta molte novità strutturali. Lo "scheletro" della 500L è infatti stato realizzato Ex Novo utilizzando materiali compositi (polimero + metallo) e acciai alto resistenziali (più del 70% del totale) di nuova generazione a elevate proprietà meccaniche e sigillatura delle lamiere tramite schiume a espansione. La parte strutturale dell'abitacolo adotta materiali fonoisolanti e pellicole traspiranti. La scocca è stata realizzata senza ricorrere ad alcuna cerniera plastica presente nelle linee di carico della scocca (montante parabrezza, linea cintura della porta e longherone laterale del pavimento).

## Cronologia modelli

### Prima generazione (Small/SCCS)

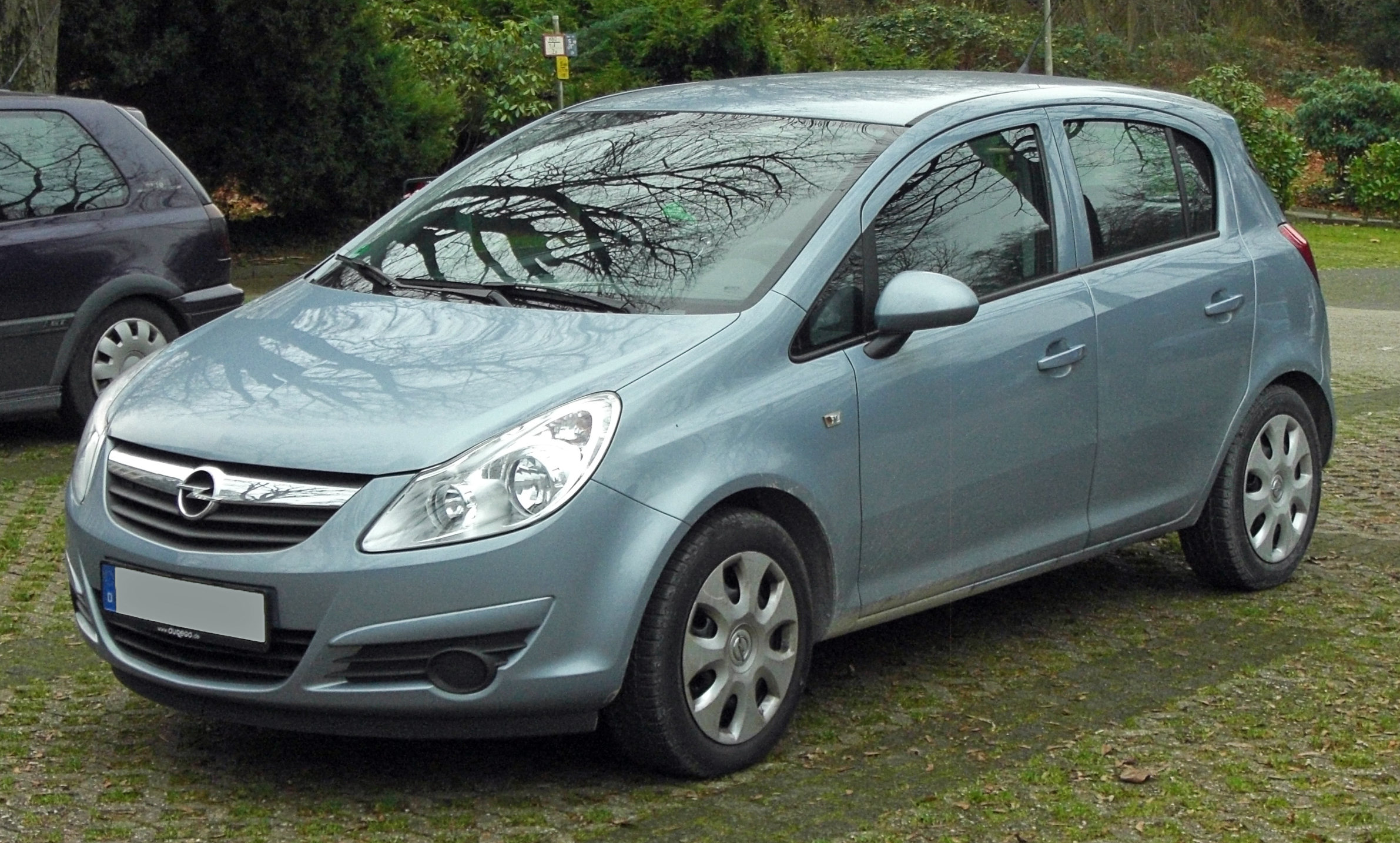
La quarta serie della Opel Corsa (2006): la vettura utilizza il pianale Small debuttato con la Grande Punto

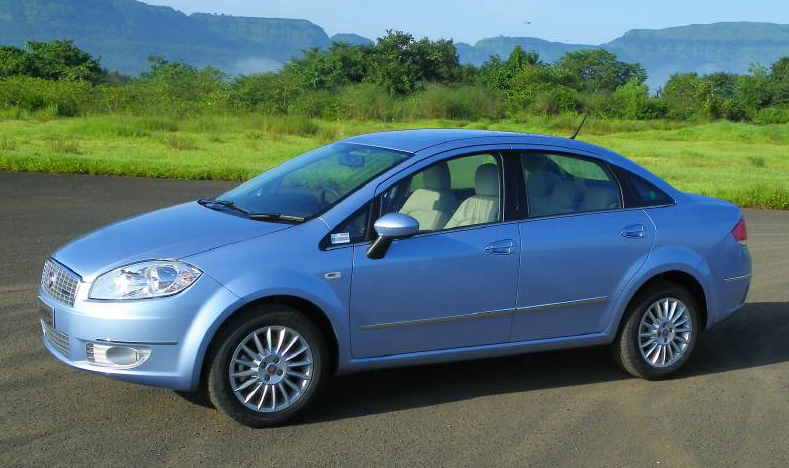
La Fiat Linea del 2007, il pianale Small viene adattato alle dimensioni di una berlina a tre volumi, modificato anche nel passo è la prima elaborazione del pianale dal debutto

- Fiat Grande Punto (2005) 403 cm -v1.0: debutto-
  - Opel Corsa D (2006) 400 cm -v1.0: invariato-
    - Opel Adam (2013) 369 cm -v1.0small: accorciato-

  - Fiat Linea (2007) 456 cm -v1.0wide: allungato-
  - Fiat Fiorino (2007) 386 cm -v1.0: passo invariato-
    - Peugeot Bipper (2007) 386 cm
    - Citroën Nemo (2007) 386 cm
    - Fiat Qubo (2008) 396 cm

  - Alfa Romeo MiTo (2008) 406 cm -v1.1: passo invariato-
  - Fiat Punto Evo (2009) 406 cm -v1.1: passo invariato-
    - Fiat Punto (2012) 406 cm

  - Fiat Doblò (2009) 439/474 cm -v1.1wide: allungato-
    - Opel Combo D (2012) 439 cm
    - Opel Corsa E (2015)

Sono inoltre state realizzate delle versioni speciali della Punto:
- Grande Punto S2000 (2006)
- Abarth Grande Punto (2006)
- Abarth Punto Evo (2010)
- Fioravanti Skill (2006)
- Bertone Suagnà (2006)[12][13]

La piattaforma della Punto europea è stata anche modificata per i mercati "emergenti": come la versione indiana e brasiliana (progetto 310).
- Fiat Punto Brasile (2007)
- Fiat Punto India (2008)
  - Fiat Avventura (2014)

### Seconda generazione (Small Wide)

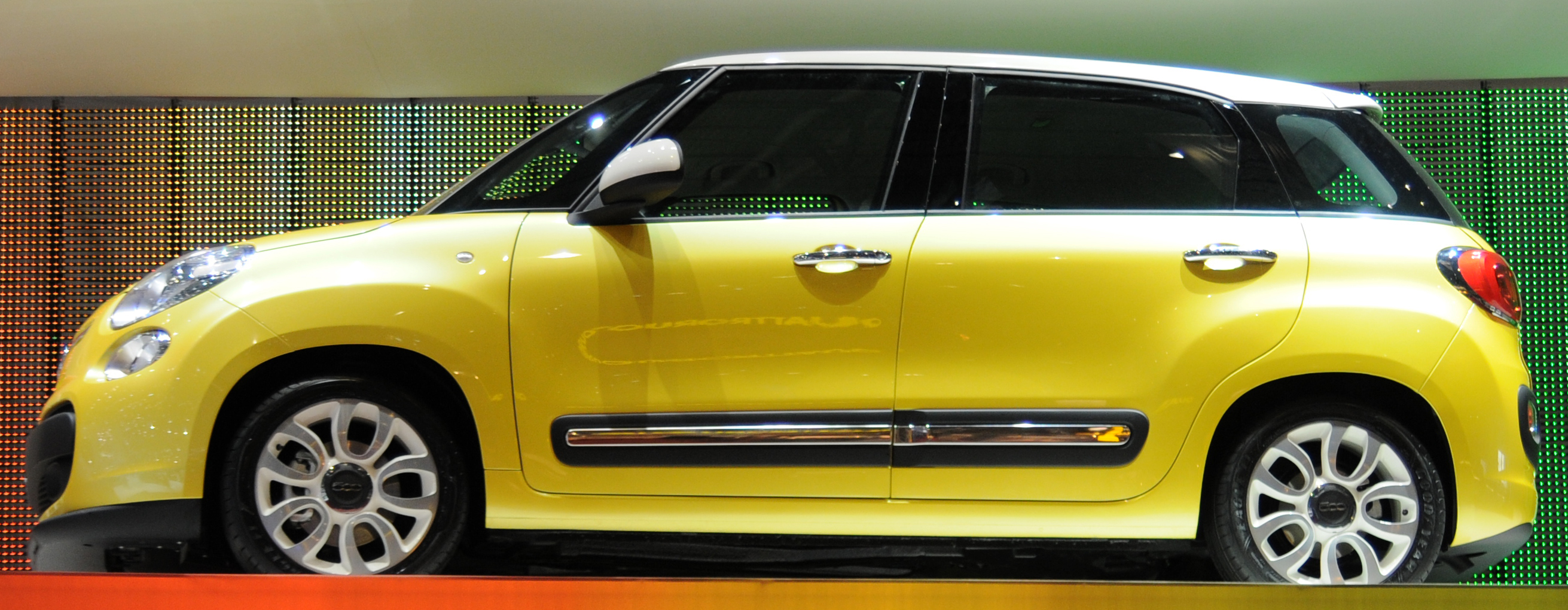
La Fiat 500L (2012), modello di debutto della seconda generazione del pianale Small.

La seconda generazione debutta direttamente nella versione "Wide" (commercialmente denominato: Small Wide); versione "allungata", spesso identificata con l'acronimo LWB: Long Wheel Base (passo lungo).
- Fiat 500L (2012) 4.150 mm (passo 2.610) -v2.0: debutto-
  - Fiat 500L Living (2013) 4.350 mm -passo invariato-
- Jeep Renegade / Fiat 500X (2014) -v2.1: rialzato - passo 2.570 mm
- Fiat Tipo (2015)
- Jeep Compass (2016)
- Fiat Toro (2016)
- Fiat Fastback (2018) - concept car
- Alfa Romeo Tonale Concept (2019) - concept car
- Alfa Romeo Tonale (2022)
- Dodge Hornet (2023)

## Strategie
La Fiat ha dichiarato che il pianale sarà destinato a diversi modelli dell'intero gruppo Fiat-Chrysler a marchio generalista e premium, prevede entro il 2014 una produzione di più di un milione di vetture basate su questo pianale.